# Канзас Сити
Канзас Сити (енгл. Kansas City) је највећи град у америчкој савезној држави Мисури. Према попису из 2020. било је 508.090 становника.

## Демографија
По попису из 2010. године број становника је 459.787, што је 18.242 (4,1%) становника више него 2000. године.
|                   | 2010.            | 2000.            |
| Укупно            | 459 787 (100,0%) | 441 545 (100,0%) |
| Белци             | 252 257 (54,86%) | 254 471 (57,63%) |
| Афроамериканци    | 137 540 (29,91%) | 137 879 (31,23%) |
| Хиспаноамериканци | 45 953 (9,994%)  | 30 604 (6,931%)  |
| Остали            | 12 638 (2,749%)  | 10 409 (2,357%)  |
| Азијати           | 11 399 (2,479%)  | 8 182 (1,853%)   |

## Партнерски градови
Канзас Сити је побратим или има успостављену сарадњу са следећим градовима:
- Севиља (1967)
- Курашики (1972)
- Морелија (1973)
- Рамла (1998)
- Мец (2004)
- Фритаун (1974)
- Тајнан (1978)
- Си'ан (1989)
- Гвадалахара (1991)
- Хановер (1993)
- Порт Харкурт (1993)
- Аруша (1995)
- Сан Николас де лос Гарза (1997)